# Geraldo Ferreira Reis
Dom Geraldo Ferreira Reis (Alpinópolis, 1 de outubro de 1911 — Passos, 22 de junho de 1995) foi um sacerdote e bispo católico brasileiro. Foi o segundo bispo da Diocese de Leopoldina, em Minas Gerais.

## Vida
Dom Geraldo foi ordenado padre no dia 21 de junho de 1936. Recebeu a ordenação episcopal no dia 24 de agosto de 1961 das mãos de Dom Inácio João Dal Monte, OFM Cap, Dom Alexandre Gonçalves do Amaral e Dom Hermínio Malzone Hugo. Participou das quatro sessões Concílio Vaticano II, entre outubro de 1962 e dezembro de 1965. Após 23 anos à frente da Diocese de Leopoldina, renunciou ao munus episcopal no dia 5 de agosto de 1985, tornando-se então bispo emérito daquela diocese.